# Loki
Pour les articles homonymes, voir Loki (homonymie).
Loki, également connu sous le nom de Loptr, Hveðrungr ou encore Loge (dans la tétralogie de Wagner), est un des dieux principaux du panthéon de la mythologie nordique.
Appartenant aux groupes des Aesir, Loki est le dieu de la malice, de la discorde et des illusions.
Il est le fils du géant Farbauti et de Laufey, ainsi que le père de plusieurs monstres : le serpent Jörmungand, le loup Fenrir et la déesse du monde des morts Hel. Il est également la mère du cheval d'Odin à huit jambes Sleipnir. Malgré ses origines, il est accueilli dans le panthéon divin des Ases par Odin.
Loki est capable de métamorphose ; il est aussi impulsif et irresponsable que malin et rusé. Les Aesir ont souvent recours à lui pour régler des problèmes dont il est bien souvent lui-même la cause. De nature fondamentalement négative et traître, sa jalousie l'amène à causer la mort du dieu Baldr. Furieux, les Ases le punissent en l'attachant avec les entrailles d'un de ses fils sous un serpent dont le venin goutte sur son visage. Il en sera ainsi jusqu'à la fin prophétique du monde, le Ragnarök, où Loki se libèrera et mènera les géants à l'assaut contre les dieux et les hommes. Loki et son dieu opposé, Heimdall, s'entretueront pendant la bataille.
La nature changeante et ambiguë de Loki est sujette à débats chez les spécialistes quant à son rôle dans le panthéon divin, et il a été comparé à divers personnages d'autres mythologies. Loki est un dieu récurrent et célèbre qui a survécu dans le folklore moderne d'Europe du Nord ; son personnage est référencé et source d'inspiration dans de nombreuses œuvres de la culture moderne.

## Noms
Loptr, Hveðrungr, Loge

### Étymologie
L'étymologie du nom « Loki » est discutée. Elle pourrait être apparentée au vieux norrois lúka, signifiant « proche ». La fibule de Nordendorf, datée du VIIe siècle, porte une inscription runique de dieux germaniques dont Logaþore, proche des termes du vieil anglais logþor ou logþer qui signifient « malicieux », ce qui correspond à la nature de Loki. S'appuyant sur ces éléments, le linguiste Jean Haudry avance, en 1988, que le nom Loki serait un hypocoristique de Logaþore, qu'il faudrait interpréter comme « celui qui dépasse la flamme », mais cette interprétation n'est pas entièrement acceptée.
Une autre origine possible serait le verbe du germanique commun *lukijan, désignant l'action de fermer un anneau. Hypothèse à laquelle se rattache Haudry en 2016 : issu du nom d'agent en -an- du verbe *lūk-a « fermer », Loki signifierait gardien au sens de « Feu gardien ». Cette forme serait issue de l'abréviation du composé Útgarða-Loki « verrou du domaine extérieur ».
Plusieurs sources primaires désignent Loki sous le nom de Loptr. En vieux norrois loptr signifie « air » ou « vent »,.
Loki est également nommé Hveðrungr, dont l'étymologie est incertaine. Il signifie peut-être « hurleur » ou « écumant ». Ce nom est également rapproché à hvida qui signifie « coup de vent », associant Loki au vent immatériel[réf. nécessaire].

### Kenningar
Le kenning (au pluriel, kenningar) est une figure de style propre à la poésie scandinave qui consiste à remplacer un mot, ou le nom d'un personnage ou d'une créature par une périphrase. Le chapitre 16 de la partie Skáldskaparmál de l’Edda en prose de Snorri Sturluson révèle les kenningar qui peuvent désigner Loki et qui font référence à sa famille, sa nature ou aux mythes qui lui sont associés ;

« Fils de Farbauti et de Laufey, de Nál ; le frère de Byleistr, de Helblindi ; le père de Vanargandr, de Jörmungandr, de Hel, et Nari, d'Áli ; le parent, l'oncle paternel, le compagnon de route et de siège d'Óðinn et des Ases, le visiteur et l'ornement du coffre de Geirröđr, le voleur des géants, du bouc, du collier des Brísingar, des Pommes d'Iðunn ; le parent de Sleipnir, Mari de Sigyn ; l'ennemi des dieux ; le dévastateur de la chevelure de Sif ; l'artisan de malheur ; l'Ase malin ; le diffamateur et le trompeur des dieux ; le ráðbani de Baldr ; l'Ase lié ; l'ennemi obstiné de Heimdallr et de Skadi. »

— Skáldskaparmál, chapitre 16 (traduction de Georges Dumézil),
Le chapitre 33 du Gylfaginning propose les kenningar « calomniateur des Ases », « initiateur des tromperies », « honte de tous les dieux et de tous les hommes ». On lit également « père du Loup », « artisan de malheur », « corneille du mal » et « fils de Laufey » dans Lokasenna 10, 41, 43, 52. « Fils de Laufey » apparaît également dans Þrymskviða 18 et 20. Loki est appelé « frère de Býleist » dans Völuspá 51 et Hyndluljóð 40. La strophe 7 du poème scaldique Haustlǫng désigne Loki par le kenning « charge des bras de Sigyn ».
Parallèlement, un kenning pour le dieu Heimdall est « ennemi de Loki » d'après le chapitre 8 du Skaldskaparmal. « Fils/fille de Hveðrungr » sont des kenningar servant à désigner respectivement Fenrir et Hel dans Völuspá 55 et Ynglingatal 32.

## Parenté et filiation

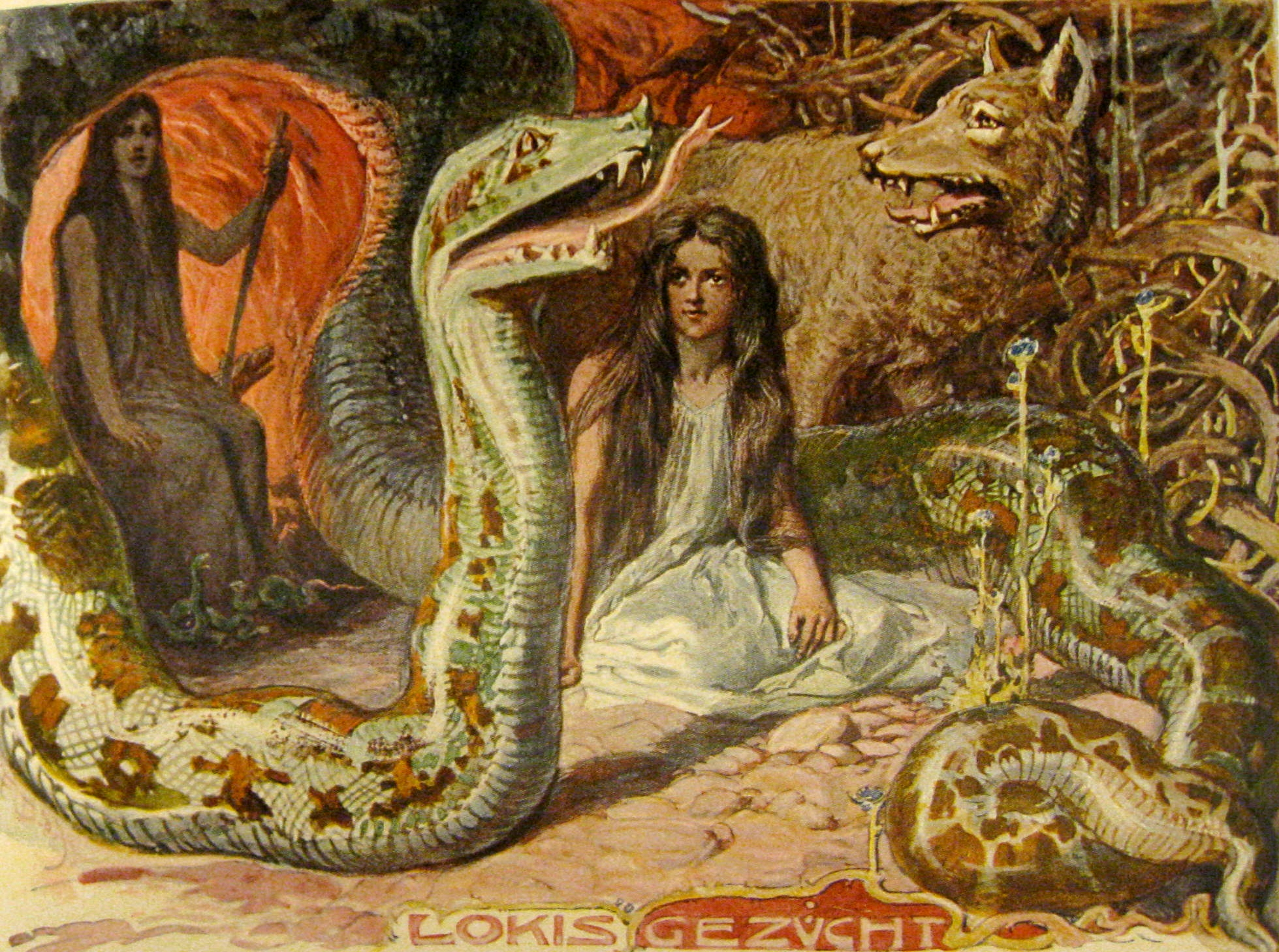
Les enfants de Loki et d'Angrboda : Jörmungand, Hel et Fenrir. Illustration d'Emil Doepler (1905).

Loki est le fils du géant Fárbauti et de Laufey. Fárbauti « dangereux frappeur » qui représente la foudre et son épouse Laufey l'« île aux feuillages », soit l'arbre donnent la signification de la nature de Loki : c'est un Feu issu d'un arbre frappé par la foudre.
Ses deux frères sont Býleist et Helblindi. Les sources primaires ne mentionnent ces personnages qu'en raison de leur parenté à Loki ; autrement nous ne disposons d'aucune information sur eux. D'après le poème eddique Lokasenna 9, le dieu Odin et Loki ont fait un pacte de sang ce qui a permis de l'intégrer dans le panthéon des Ases.
Loki est le parent de plusieurs créatures spectaculaires. Métamorphosé en jument, il engendra avec l'étalon Svadilfari le cheval à huit jambes Sleipnir, qui devient la monture d'Odin. Le chapitre 34 de la Gylfaginning de l’Edda de Snorri raconte que Loki a procréé trois enfants monstrueux avec la géante Angrboda : le loup Fenrir, le serpent de Midgard Jörmungand et Hel, qui sont élevés à Jötunheim. Comme les prophéties racontent que ceux-ci causeront le malheur des dieux, ces derniers décident de s'en débarrasser. Odin jette alors Jörmungand dans la mer et envoie Hel dans Niflheim, le monde des morts, dont elle devient la gardienne. Le loup Fenrir est quant à lui enchaîné. Angrboda est également mentionnée comme mère de Fenrir dans le poème eddique Hyndluljóð 40.
|  |  |  |  |  |  |  |  |            |            |            |            | Fárbauti   | Fárbauti   | Fárbauti | Fárbauti | Fárbauti | Fárbauti |          |          |      |      |      |      |      |      |            |            | Laufey     | Laufey     | Laufey     | Laufey     | Laufey   | Laufey   |          |          |          |          |        |        |  |  |     |     |     |     |     |     |
|  |  |  |  |  |  |  |  |            |            |            |            | Fárbauti   | Fárbauti   | Fárbauti | Fárbauti | Fárbauti | Fárbauti |          |          |      |      |      |      |      |      |            |            | Laufey     | Laufey     | Laufey     | Laufey     | Laufey   | Laufey   |          |          |          |          |        |        |  |  |     |     |     |     |     |     |
|  |  |  |  |  |  |  |  |            |            |            |            |            |            |          |          |          |          |          |          |      |      |      |      |      |      |            |            |            |            |            |            |          |          |          |          |          |          |        |        |  |  |     |     |     |     |     |     |
|  |  |  |  |  |  |  |  | Svadilfari | Svadilfari | Svadilfari | Svadilfari | Svadilfari | Svadilfari |          |          |          |          |          |          | Loki | Loki | Loki | Loki | Loki | Loki |            |            |            |            |            |            | Angrboda | Angrboda | Angrboda | Angrboda | Angrboda | Angrboda |        |        |  |  |     |     |     |     |     |     |
|  |  |  |  |  |  |  |  | Svadilfari | Svadilfari | Svadilfari | Svadilfari | Svadilfari | Svadilfari |          |          |          |          |          |          | Loki | Loki | Loki | Loki | Loki | Loki |            |            |            |            |            |            | Angrboda | Angrboda | Angrboda | Angrboda | Angrboda | Angrboda |        |        |  |  |     |     |     |     |     |     |
|  |  |  |  |  |  |  |  |            |            |            |            |            |            |          |          |          |          |          |          |      |      |      |      |      |      |            |            |            |            |            |            |          |          |          |          |          |          |        |        |  |  |     |     |     |     |     |     |
|  |  |  |  |  |  |  |  |            |            |            |            |            |            |          |          |          |          |          |          |      |      |      |      |      |      |            |            |            |            |            |            |          |          |          |          |          |          |        |        |  |  |     |     |     |     |     |     |
|  |  |  |  |  |  |  |  |            |            |            |            |            |            | Sleipnir | Sleipnir | Sleipnir | Sleipnir | Sleipnir | Sleipnir |      |      |      |      |      |      | Jörmungand | Jörmungand | Jörmungand | Jörmungand | Jörmungand | Jörmungand |          |          | Fenrir   | Fenrir   | Fenrir   | Fenrir   | Fenrir | Fenrir |  |  | Hel | Hel | Hel | Hel | Hel | Hel |

Hyndluljóð évoque à la strophe 41 un mythe énigmatique où Loki mange le cœur brûlé d'une femme sorcière ou géante, et en tombe enceinte d'un monstre,. Le poème eddique Lokasenna évoque aux strophes 23 et 33 la métamorphose de Loki en femme féconde qui aurait enfanté ; nous ignorons les mythes auxquels ces strophes font référence, mais la seconde pourrait être une référence à Sleipnir. Lokasenna 40 mentionne également que Loki aurait eu un fils de la femme du dieu Týr, toutefois aucun mythe préservé ne le confirme, et nous ne connaissons pas de femme pour Týr.
Loki est cependant marié à la déesse Asyne Sigyn qui selon l’Edda de Snorri lui donna un fils « Nari ou Narfi ». Loki a également un autre fils, Vali, dont la mère n'est pas mentionnée. Ceci est contradictoire avec l'épilogue en prose de la Lokasenna où Nari et Narfi sont deux fils distincts de Loki.
|  |  |  |  |  |  |  |  | Sigyn | Sigyn | Sigyn | Sigyn | Sigyn | Sigyn |               |               |               |               |               |               | Loki | Loki | Loki | Loki | Loki | Loki |      |      |      |      |      |      | Inconnue | Inconnue | Inconnue | Inconnue | Inconnue | Inconnue |
|  |  |  |  |  |  |  |  | Sigyn | Sigyn | Sigyn | Sigyn | Sigyn | Sigyn |               |               |               |               |               |               | Loki | Loki | Loki | Loki | Loki | Loki |      |      |      |      |      |      | Inconnue | Inconnue | Inconnue | Inconnue | Inconnue | Inconnue |
|  |  |  |  |  |  |  |  |       |       |       |       |       |       |               |               |               |               |               |               |      |      |      |      |      |      |      |      |      |      |      |      |          |          |          |          |          |          |
|  |  |  |  |  |  |  |  |       |       |       |       |       |       | Nari ou Narfi | Nari ou Narfi | Nari ou Narfi | Nari ou Narfi | Nari ou Narfi | Nari ou Narfi |      |      |      |      |      |      | Vali | Vali | Vali | Vali | Vali | Vali |          |          |          |          |          |          |

## Nature
Dans la partie Gylfaginning de l’Edda de Snorri, Loki est décrit au chapitre 33 comme suit :

« Loki est beau et splendide d'apparence, mauvais de caractère, très changeant dans son comportement. Plus que les autres êtres, il possédait cette sagesse qui est appelée rouerie, ainsi que les ruses permettant d'accomplir toutes choses. Il mettait constamment les dieux dans les plus grandes difficultés, mais il les tirait souvent d'affaire à l'aide de subterfuges. »

— Gylfaginning, chapitre 33
Loki est compté parmi les Ases bien qu'il n'ait aucun lien de parenté avec eux ; il a été accepté dans la famille par Odin. Il apparaît dans de nombreux mythes comme compagnon de route pour Odin et pour Thor. Il sert en quelque sorte de bouffon pour les dieux, qui l'utilisent comme messager et semblent le considérer comme un inférieur. Malgré son ingéniosité, sa nature impulsive conduit à ce qu'il soit la cause de problèmes et de malheurs, qu'il est contraint de réparer sous la menace des autres dieux, ce qu'il réussit grâce à sa ruse et ses tromperies. Loki est un observateur curieux et détient le don de métamorphose, changeant sa forme parfois en saumon, en cheval, en oiseau, en phoque ou encore en mouche. Il peut également changer de sexe, se métamorphosant en jument ou en femme. Loki est foncièrement amoral, traître, injurieux et menteur, des qualités qu'il utilise pour sauver sa peau ou simplement par plaisir. Il s'amuse de farces perverses qui le mettent souvent dans des situations délicates, et il se révèle mauvais joueur. Finalement, sa nature négative et haineuse culmine dans sa part dans le meurtre gratuit du dieu Baldr. Il ne se soucie pas des répercussions de ses actes, et finit traqué comme un bandit; il est finalement puni jusqu'à la fin du monde prophétique, le Ragnarök, où, libéré, il mènera les géants et forces du mal contre les dieux.

## Mythes
Les récits nordiques proviennent de sources éparses avec peu d'informations chronologiques, ainsi les différents mythes mentionnés dans cette section n'ont pas volonté à être présentés de manière chronologique, excepté les mythes qui possèdent un repère de temps indéniable, comme la première rencontre entre Loki et Odin, forcément au début, et le Ragnarök à la fin. L'organisation des mythes présentée ci-dessous s'appuie néanmoins en partie sur la chronologie théorique proposée par le spécialiste Viktor Rydberg dans Investigations sur la Mythologie germanique, Volume II (1889).
On observe néanmoins une évolution chez Loki : fils d'un couple de géants, Loki est un géant de naissance mais qui passe du côté des Ases, devient « frère de sang » d'Odin et épouse une déesse. Dans plusieurs histoires, il est dévoué aux dieux, même s'il commet des imprudences qui les met en danger. Il se montre hostile aux géants. Puis progressivement, il se transforme en « dangereux ami », évolution qui culmine jusqu'au meurtre de Baldr et au Ragnarök où il rejoint ses congénères achevant un cycle.

### Origine
Loki est le fils des géants Farbauti et Laufey, toutefois, il fait partie du panthéon des Ases. Dans le poème eddique Lokasenna, à la strophe 9, Loki rappelle brièvement (et énigmatiquement) les circonstances de son adoption par les Ases, lorsqu'Odin et lui se sont liés par une fraternité sacrée, le rite du fóstbroedralag, un rite que se retrouve également dans le cycle héroïque de Sigurd.
| Loci qvaþ: 9. «Mantv þat, Oþinn! er við i ardaga blendom bloþi saman: a/lvi bergia leztv eigi mvndo, nema ocr veri baþom borit?» | Loki dit : 9. « Te rappelles-tu, Ódinn, Quand autrefois, nous deux Mêlâmes ensemble notre sang ? Boire de la bière, Tu déclaras que tu ne le ferais pas Si elle ne nous était offerte à tous deux. » |  |

Il fait ensuite partie de la triade divine qui crée l'humanité à partir de végétaux. Il appartient alors à la couche supérieure du panthéon la plus proche du dieu suprême.

### La forge des attributs divins
Au chapitre 35 du Skáldskaparmál de l’Edda de Snorri le farceur Loki coupe la chevelure de la déesse Sif, épouse de Thor, pendant son sommeil. Lorsque Thor menace Loki de le broyer, ce dernier propose de récupérer chez les nains une chevelure d'or. Alors les nains fils d'Ivaldi fabriquent pour les dieux la chevelure de Sif ainsi que le bateau Skidbladnir pour Freyr et la lance d'Odin, Gungnir. Ensuite, Loki parie sa tête avec les nains Brokk et son frère Eitri qu'ils ne pourraient fabriquer des objets aussi précieux. À la forge, Eitri demande à Brokk d'actionner le soufflet sans s'arrêter avant qu'il n'ait retiré l'objet qu'il a fabriqué. Afin de gagner son pari, Loki métamorphosé en mouche vient piquer Brokk pour le distraire mais ce dernier continue à actionner le soufflet jusqu'au bout, et le forgeron retire du fourneau le verrat aux soies d'or Gullinbursti pour Freyr. Pour le second objet, Eitri place de l'or dans le fourneau et Brokk ne cède pas aux piqures de Loki avant qu'Eitri ne retire du fourneau un anneau d'or appelé Draupnir, pour Odin. Ensuite Eitri place du fer dans le fourneau en exigeant à Brokk de ne pas arrêter d'actionner le soufflet sinon tout serait gâché. Mais Loki en mouche le pique entre les paupières jusqu'au sang, alors Brokk s'arrête un court instant, et il en a fallu de peu pour que tout soit gâché. Ils sortent du fourneau le marteau Mjöllnir pour Thor, mais à cause de Loki le manche du marteau est trop court. Brokk et Loki présentent les objets aux Ases pour qu'ils décident lesquels sont les plus précieux. Les Ases décident que le marteau est la plus grande protection possible contre les géants du givre. Ainsi le nain a gagné le pari pour la tête de Loki. Ce dernier essaye alors de s'échapper grâce à ses chaussures qui lui permettent de courir à travers les airs et la mer, mais Thor le rattrape pour qu'il honore son engagement. Afin de sauver sa peau, Loki déclare qu'il avait mis sa tête en gage et non pas son cou. Finalement, le nain Brokk se contente de lui coudre les lèvres.

### Intrigues avec les géants

#### Chez Útgarða-Loki

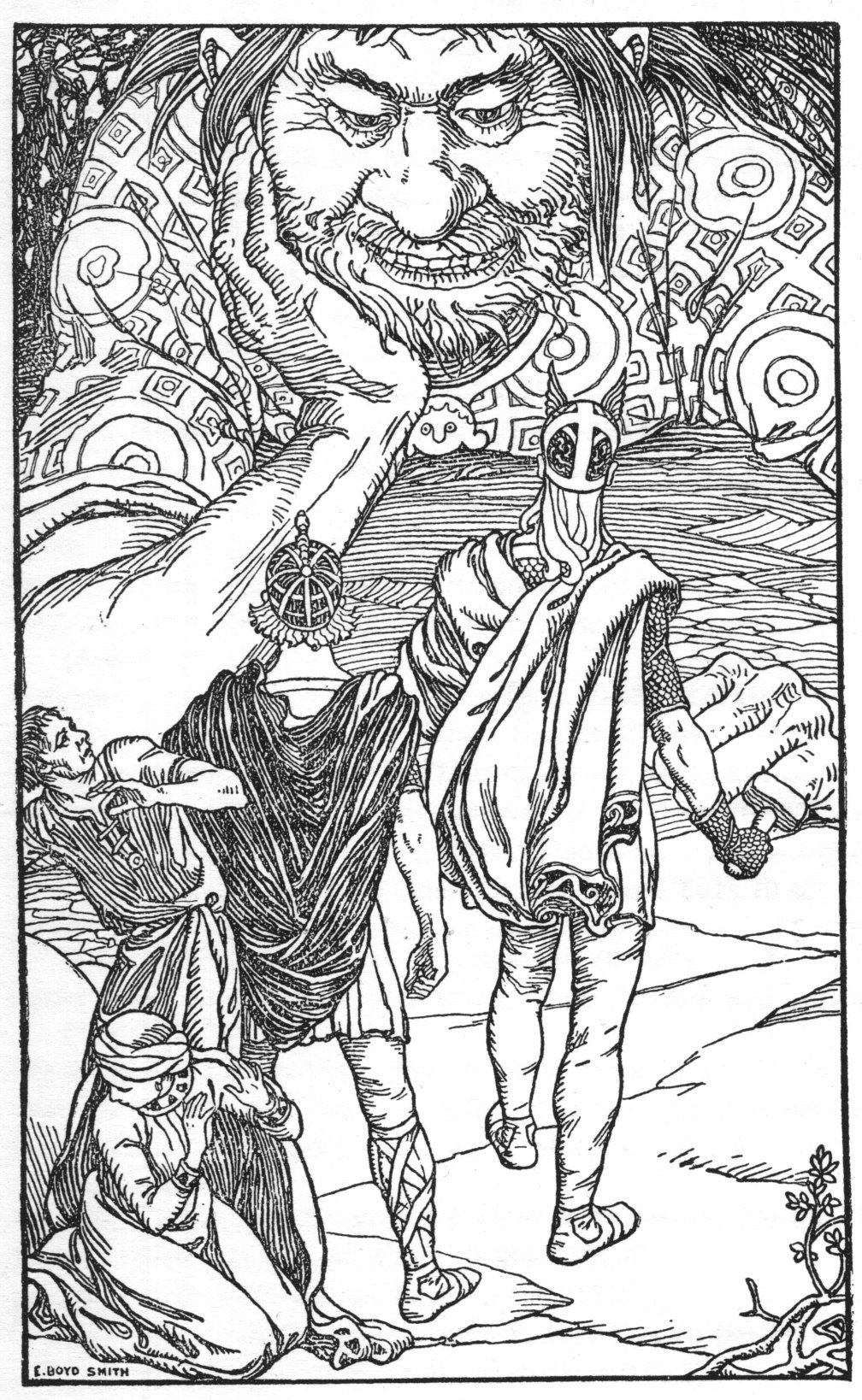
Je suis le géant Skrymir, illustration d'Elmer Boyd Smith (1902).

Les chapitres 44 à 47 de la Gylfaginning racontent la légende de Thor, Loki et Thjálfi chez le roi géant Útgarða-Loki. Au chapitre 44, Thor et Loki sont reçus par un paysan pour la nuit. Les boucs de Thor servent de repas mais Thjálfi, le fils du paysan, casse un os pour récupérer la moelle. Le lendemain matin, Thor bénit les restes des boucs qui ressuscitent, mais l'un d'entre eux boite. Furieux il accuse les paysans d'avoir cassé un os. Terrifiés ils acceptent de lui donner en compensation leurs deux enfants comme servants, Thjálfi et Roskva.
Au chapitre 45, les quatre protagonistes marchent vers Jötunheim, et se reposent une nuit dans une grande maison. Ils découvrent le lendemain matin que la maison était en fait le gant du géant Skrymir, qui propose de les accompagner. L'arrogance et les moqueries de Skrymir sur leur petite taille énervent Thor à plusieurs reprises, mais ses grands coups de marteau font tellement peu d'effet contre le géant que ce dernier semble à peine les remarquer, demandant par exemple si un gland lui est tombé sur la tête. Skrymir leur indique ensuite la route pour atteindre le fort d'Utgard où réside le géant Útgarða-Loki et il conseille les compagnons de bien s'y tenir car les géants sont très puissants.
Au chapitre 46, les compagnons arrivent à l'immense fort d'Utgard et se présentent au roi Útgarða-Loki qui en se moquant de leur petite taille leur demande s'ils ont quelconque talent supérieur aux autres hommes. Loki répond qu'il mange plus vite qu'aucun autre. Il se mesure alors à un certain Logi qui le défait au jeu puisque Loki n'a mangé que la viande alors que Logi a mangé les os également. Thjálfi affirme qu'il est plus rapide que tous les hommes, mais il perd sa course contre un garçonnet nommé Hugi. Thor déclare qu'il est bon buveur, mais il peine à baisser le niveau d'une corne à boire après trois traits. Riant de sa faiblesse, Útgarða-Loki propose à Thor de tenter de soulever son chat, mais le dieu parvient difficilement à soulever une de ses pattes. Furieux des moqueries du roi, Thor demande que quelqu'un se mesure à lui en lutte. Le roi le fait alors combattre sa vieille nourrice Elli qui réussit à mettre Thor sur un genou.
Au chapitre 47, on lit que le lendemain matin le roi les accompagne à la sortie du royaume et demande à Thor s'il avait déjà rencontré d'adversaire plus puissant, ce à quoi Thor répond qu'il a effectivement subi un grand déshonneur. Alors Útgarða-Loki lui explique les illusions visuelles qu'il leur a fait subir. Il avoue qu'il était le géant Skrymir et que ses coups de marteau l'ont en fait raté et ont créé trois vallées profondes. Loki s'était battu contre le feu sauvage, et Thjálfi contre son esprit. La corne que Thor but était reliée à l'océan et le dieu but tellement qu'il a créé les marées, le chat était en fait le serpent de Midgard que Thor a quand même réussi à soulever, et enfin la vieille qu'il combattit était en fait une personnification de la vieillesse. Tous les témoins furent impressionnés et terrifiés par les prouesses des trois compagnons, qui excédaient largement leurs attentes. Furieux, Thor brandit son marteau pour frapper le géant mais celui-ci disparaît ainsi que son fort.
Le poème eddique Hymiskviða, à la strophe 37, attribue à Loki la responsabilité de la boiterie du bouc, mais la strophe suivante mentionne la compensation des deux enfants d'un géant, ce qui est plus en accord avec le récit du Gylfaginning. Aux strophes 60 et 62 du poème eddique Lokasenna, Loki se moque de la rencontre de Thor avec Skrymir.

#### Chez Geirröd
Le chapitre 18 du Skáldskaparmál raconte qu'un jour, Loki s'amuse à voler sous la forme de faucon qui appartient à Frigg. Il vole par curiosité dans la demeure du géant Geirröd et se pose sur une lucarne pour observer la halle. Voyant l'oiseau, Geirröd ordonne qu'on lui amène. Loki reste posé s'amusant des difficultés du serviteur à grimper jusqu'à lui, mais lorsqu'il décide de s'envoler il réalise que ses pattes restent collées. Loki est capturé et Geirröd soupçonne sa véritable nature d'humain, mais le dieu ne l'avouant pas le géant l'enferme dans un coffre pendant trois mois jusqu'à ce que Loki lui révèle son identité et pour racheter sa vie il lui jure d'attirer Thor dans son domaine mais sans son marteau Mjöllnir ni ses autres attributs puissants. Lorsque Thor et Loki arrivent dans la halle de Geirröd en tant qu'invités, les géants tentent de tuer Thor mais ce dernier parvient malgré tout à en sortir victorieux, massacrant Geirröd et ses deux filles.
L'expédition de Thor chez Geirröd est également raconté dans le poème scaldique Þórsdrápa qui est vraisemblablement la source de Snorri Sturluson qui en cite des strophes. Toutefois dans le poème, Thor visite Geirröd accompagné de son valet Thjálfi et non de Loki. Loki est tout de même indiqué comme l'instigateur de l'expédition et est qualifié de « grand menteur » dès la première strophe.

#### Vol de Mjöllnir

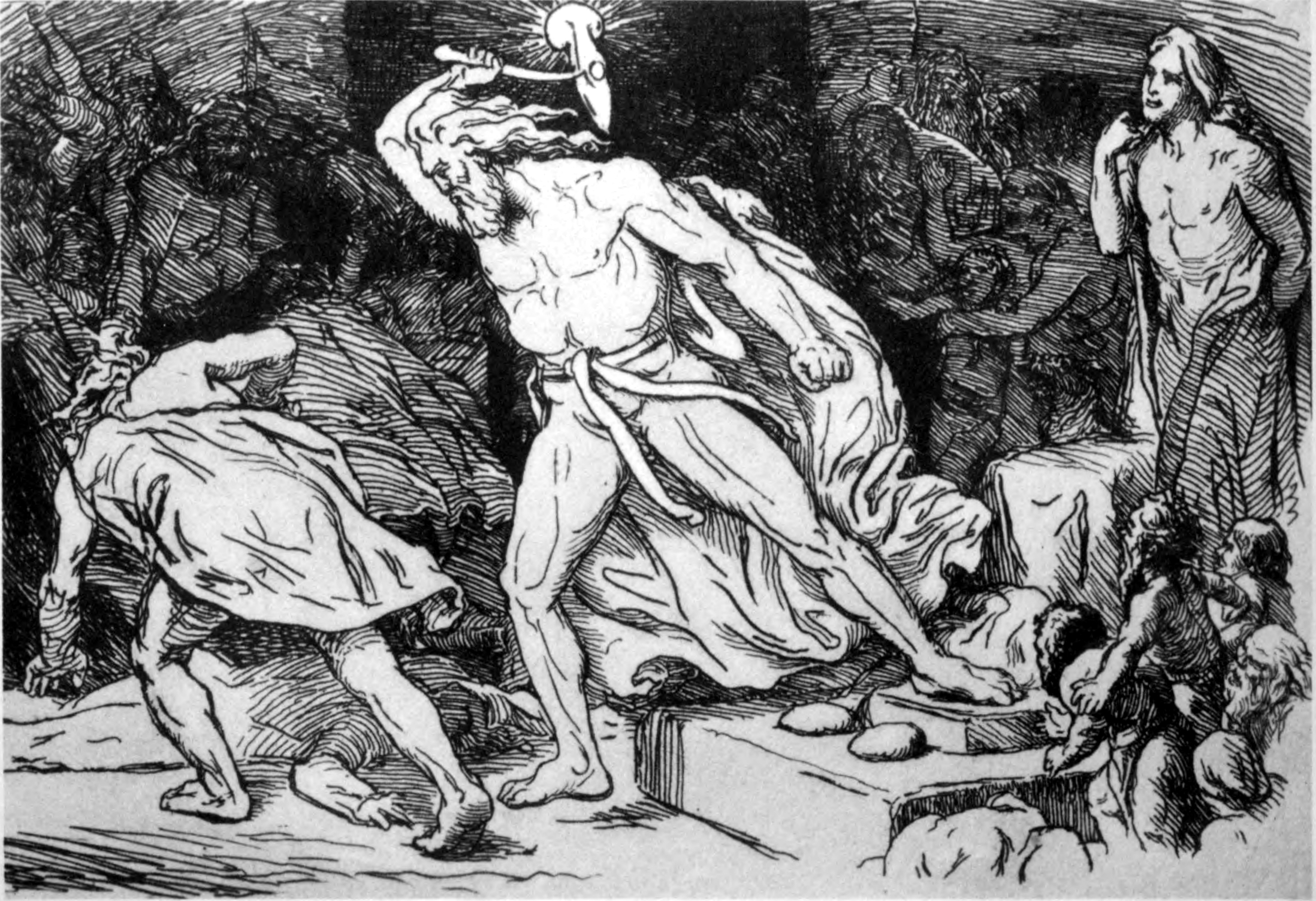
Thor abat le géant Þrymr, illustration de Lorenz Frølich (1906).

Le mythe burlesque du vol du marteau de Thor est raconté dans le poème eddique Þrymskviða. Thor se réveille et constate la disparition de son marteau Mjöllnir. Loki s'envole alors le chercher dans le monde des géants, et rencontre le géant Þrymr qui déclare l'avoir pris, et ne le rendrait qu'en échange de la main de la déesse Freyja. Loki retourne en informer Thor, et Freyja furieuse refuse de se donner au géant. Le dieu Heimdall propose de travestir Thor en mariée pour tromper le géant, ce qu'il fait alors non sans réticences. Loki l'accompagne déguisé en servante.
Les deux dieux sont accueillis à un banquet du géant qui est trompé par le subterfuge. Le géant remarque quelques éléments étranges dans la façon d'agir de son épouse ; elle mange et boit beaucoup plus que l'on s'attendrait. Loki déguisé explique que c'est parce qu'elle a voyagé huit nuits de suite sans manger dans son empressement de prendre sa main. Þrymr demande ensuite pourquoi elle a des yeux aussi enragés. Loki répond que c'est parce qu'elle n'a pas dormi pendant huit nuits dans son empressement pour prendre sa main. Þrymr ordonne qu'on lui apporte le marteau pour consacrer la fiancée, alors Thor s'en empare, jette son déguisement et tue Þrymr avant de massacrer toute sa famille.
Si le thème du poème émane sans doute d'un mythe authentique, cette version rédigée au XIIIe siècle, sans doute par Snorri Sturluson, trahit son christianisme par son ton évidemment satirique, amusé de la goinfrerie et de la brutalité de Thor, sans toutefois être méprisant.

#### Le géant maître-bâtisseur et Sleipnir

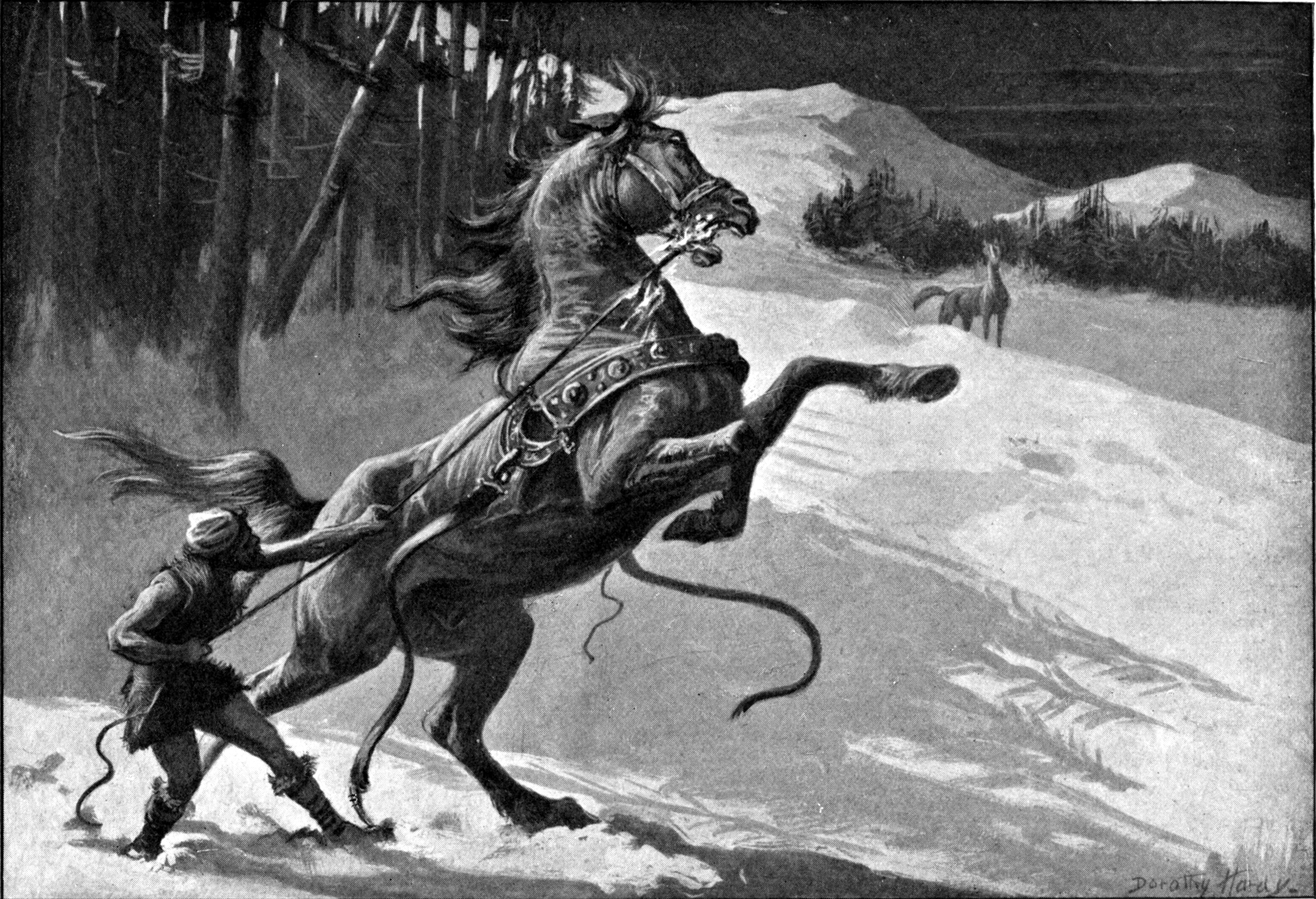
Loki en jument séduit l'étalon Svaðilfari alors que le géant maître-bâtisseur tente de le retenir. Illustration de Dorothy Hardy (1909).

Au chapitre 42 de la Gylfaginning, un maître-bâtisseur se présente aux dieux et propose de leur construire une forteresse pour Ásgard en seulement trois semestres, ce qui les protégera des géants. Il demande alors comme payement la déesse Freyja, le Soleil et la Lune à condition qu'il réussisse son exploit. Les dieux acceptent, pensant qu'il ne réussirait pas. Mais l'étranger, avec l'aide de son étalon Svadilfari, entame la construction à une vitesse impressionnante.
Inquiets qu'il réussisse sa prouesse, les dieux tiennent conseil et forcent Loki à empêcher l'étranger de finir son travail à temps. Loki se transforme en jument en rut pour distraire le cheval de l'étranger l'empêchant par ce biais d'accomplir à temps son ouvrage. Pris de fureur, le maître-bâtisseur révèle sa véritable identité de géant. Les dieux invoquent Thor qui lui fracasse le crâne avec son marteau. Loki fut néanmoins fécondé par l'étalon, et engendre le cheval à huit pattes Sleipnir, qui devient la monture d'Odin.

#### L'enlèvement d'Idunn

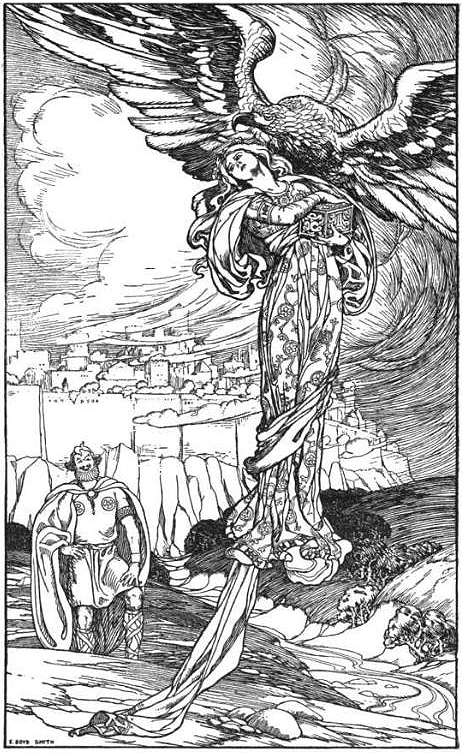
Il s'envola avec elle, pommes magiques et tout, illustration d'Elmer Boyd Smith (1902).

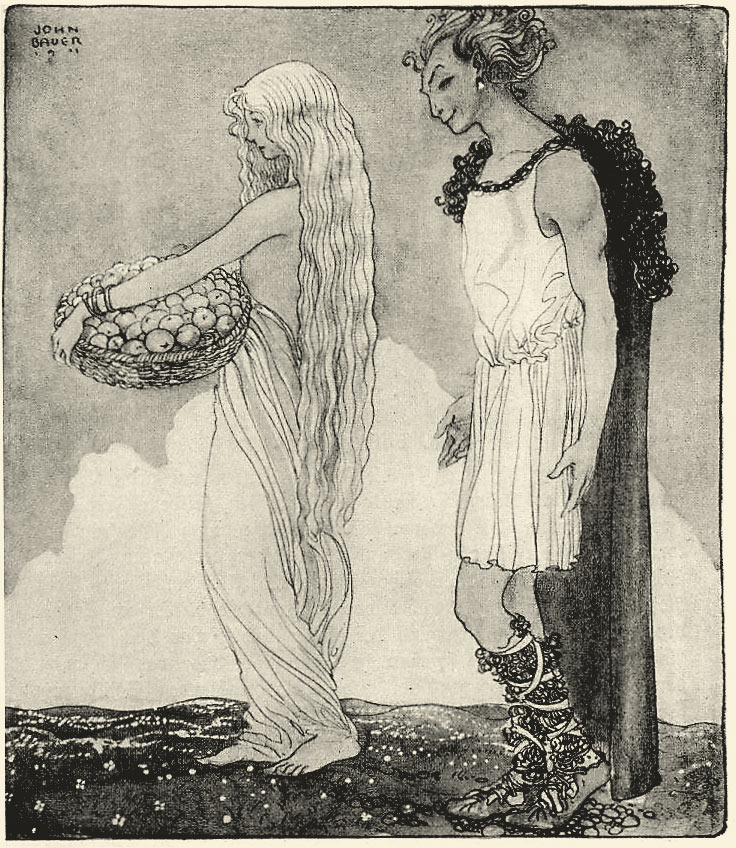
Idunn et Loki.
Illustration de John Bauer pour La Saga des dieux de nos pères de Viktor Rydberg (1911).

Le premier chapitre de la partie Skáldskaparmál de l’Edda de Snorri raconte l'enlèvement d'Idunn. Odin, Loki et Hœnir voyagent loin de chez eux et capturent un bœuf pour le manger, mais étrangement la viande ne cuit pas. Un aigle perché sur un chêne au-dessus d'eux leur explique qu'il en est la cause et propose de laisser se faire la cuisson si les dieux lui permettent d'en manger tout son soûl. Ils acceptent, et le bœuf cuit, l'aigle emporte une grande partie de la viande. Alors Loki en colère frappe l'aigle avec une perche mais la perche reste accrochée à ses mains et au dos de l'oiseau qui s'envole. Saisi par la douleur, Loki supplie l'aigle de le relâcher, et ce dernier accepte à la seule condition que Loki attire la déesse Idunn et ses pommes hors d'Ásgard. Libéré, Loki emmène alors Idunn dans un bois hors d’Ásgard, sous le prétexte qu'il a trouvé d'autres pommes remarquables. Il lui recommande d'emporter ses propres pommes pour les comparer. Le géant Thjazi sous la forme d'un aigle s'empare d'Idunn et l’emporte chez lui à Thrymheim. Privés de ses pommes de jouvence, les Ases vieillissent rapidement. Ils tiennent conseil et comprennent qu'elle a été vue pour la dernière fois sortant d'Ásgard avec Loki. Ils le menacent alors des pires supplices s'il ne retrouve pas Idunn. Apeuré, Loki promet de la ramener et réclame à Freyja son plumage de faucon. Loki s'envole alors vers le Nord à Jötunheim pour la demeure de Thjazi où il retrouve Idunn seule, Thjazi étant sorti. Loki la transforme en noix afin de la porter dans ses serres et il la ramène vers Ásgard. Lorsque Thjazi rentre et constate la disparition d'Idunn, il prend sa forme d'aigle et se lance à leur poursuite. Les Ases voient alors Loki arriver vers eux avec la noix, poursuivi par un aigle, et comprennent la situation. Dès que Loki franchit l'enceinte d'Ásgard, les Ases enflamment les copeaux qui brûlent les plumes de l'aigle. Il tuent ensuite le géant au sol. Alors, Skadi, la fille du géant, marche vers Ásgard pour venger son père. Les Ases lui proposent comme compensation de choisir n'importe quel mari d'entre eux mais en ne regardant que leurs pieds. Elle choisit alors le dieu Njörd bien qu'elle ait espéré tomber sur Baldr. L'autre clause était de parvenir à la faire rire. Loki attache une corde à la barbe d'une chèvre et l'autre bout à ses propres bourses, et chacun tire tour à tour, ce qui fait rire la géante.
Les strophes 2 à 13 du poème scaldique Haustlǫng racontent le même mythe en s'arrêtant à la mort de Thjazi, mais ne précisent pas la métamorphose d'Idunn en noix. Snorri Sturluson a utilisé ce poème comme source pour son récit, et il le cite dans son œuvre. À la strophe 50 du poème eddique Lokasenna, Loki fait allusion à son rôle dans la mort du géant.
Le centre du récit se fonde sur la mythologie du cycle annuel au cours duquel le géant hivernal est vaincu et le printemps rend aux dieux la jeunesse que symbolisent les pommes d'Idunn,.

### L'or d'Andvari
Dans le poème eddique héroïque Reginsmál, on apprend que Regin élève Sigurd et lui raconte l'histoire de l'or d'Andvari. Ce mythe est également raconté dans la Völsunga saga et au chapitre 39 du Skáldskaparmál, avec peu de variations. Regin explique qu'Odin, Hoenir et Loki arrivent à une cascade et Loki tue avec une pierre une loutre qui mangeait un saumon. Loki se vante alors de sa double prise. Cette loutre n'est autre que Ótr métamorphosé, le frère de Reginn et de Fafnir, fils de Hreidmarr. Le soir même, les dieux se logent chez Hreidmarr avec leur butin. Hreidmarr et ses fils s'emparent des dieux et demandent en réparation assez d'or pour remplir et recouvrir la peau de la loutre. Loki est envoyé pour récupérer l'or, et il capture le nain Andvari métamorphosé en brochet. Loki exige l'or d'Andvari qui le lui donne. Le nain dissimule tout de même un anneau mais Loki le voit et lui prend, alors Andvari prononce la malédiction sur l'or. Les Ases remplissent ensuite la peau de la loutre et la recouvrent d'or. Hreidmarr voit qu'un poil de moustache dépasse, et donc Odin place l'anneau d'Andvari pour le recouvrir. Loki informe Hreidmarr de la malédiction sur l'or, et annonce la trame du cycle de Sigurd,.

### Vol du collier des Brísingar
Il existe plusieurs allusions au mythe du vol par Loki du collier des Brísingar qui appartient à la déesse Freyja. Dans le poème scaldique Haustlǫng 9, et dans Skáldskaparmál 16, un kenning pour désigner Loki est « voleur du collier des Brísingar ». Le poème scaldique Húsdrápa préservé en partie dans le Skáldskaparmál, mentionne que Loki a volé l'objet précieux à Freyja. Celle-ci demande à Heimdall de le retrouver et ils découvrent que Loki en est le voleur. S'ensuit un combat entre les deux dieux métamorphosés en phoques, où Heimdall triomphe.
Dans le texte évhémériste Sörla þáttr (en) rédigé au XIVe siècle, Freyja est la maîtresse favorite du roi Odin. Elle désire un collier fabriqué par des nains, qui lui donnent à condition qu'elle passe une nuit d'amour avec chacun d'entre eux, ce qu'elle fait. Un certain Loki est au courant du marché scandaleux et en informe Odin qui ordonne de ravir le collier à Freyja. Alors il lui vole métamorphosé en mouche pendant qu'elle dort. Lorsque Freyja réclame le collier à Odin, il lui rend à la seule condition qu'elle provoque une guerre éternelle entre deux rois, ce qu'elle réussit au troisième essai. Cette guerre se termine finalement avec l'avènement du christianisme.

### Meurtre de Baldr

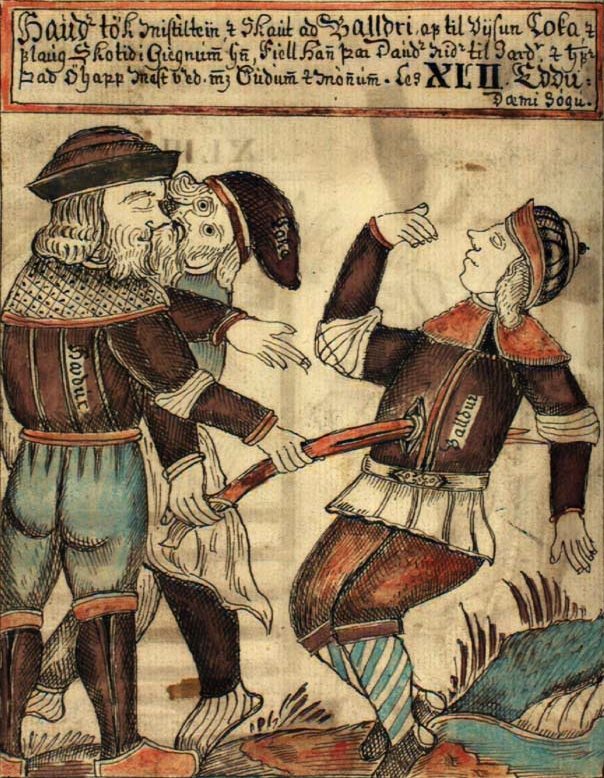
Représentation de Loki incitant Höd à tuer Baldr dans le manuscrit islandais du XVIIIe siècle NKS 1867 4to.

Le chapitre 49 de la Gylfaginning raconte que Baldr, l'un des fils d'Odin, rêve de sa mort prochaine ce qui inquiète les Ases. Sa mère Frigg fait alors jurer à chaque élément de ne jamais faire de mal à son fils. Ainsi les Ases s'amusent à honorer Baldr en lançant vers lui des objets qui conséquemment ne lui font aucun mal. Ceci déplaisant à Loki, il prend l'apparence d'une femme et obtient l'aveu de Frigg qu'elle n'a pas demandé de serment au gui, tant cette pousse lui paraissait inoffensive. Loki recueille alors le rameau de gui, et incite le dieu aveugle Höd, frère de Baldr, à le lancer contre lui pour se joindre à l'activité. Loki guide le jet de Höd, et le rameau transperce Baldr et le tue devant la stupéfaction des Ases. Le dieu Hermód se porte alors volontaire pour voyager au monde des morts pour demander à la gardienne Hel de leur rendre Baldr. Celle-ci accepte à condition que toutes choses au monde le pleurent. Les Ases envoient donc des messagers à travers les mondes pour leur demander de pleurer la mort de Baldr, mais ils rencontrent une géante appelée Thokk, qui est en fait Loki déguisé, qui refuse de le pleurer, empêchant ainsi Baldr de revenir des morts.
Le poème eddique Baldrs draumar raconte le meurtre de Baldr par Höd, mais le rôle de Loki n'y est pas mentionné. De même, le poème Völuspá aux strophes 31 à 34 évoque ce meurtre sans impliquer Loki, toutefois la strophe 35 mentionne la punition de Loki (cf. infra). Dans le poème eddique Lokasenna, Loki se vante d'avoir causé la mort de Baldr :
| Loci qvaþ: 17. «Enn vill þv, Frigg! at ec fleiri telia mina meinstafi: ec þvi red, er þv riþa serat siþan Baldr at sa/lom.» | Loki dit : 28. « Veux-tu encore, Frigg, Que je prononce d'autres De mes charmes maléfiques ? Je suis la cause Que tu ne verras plus Baldr revenir à la salle. » |  |

Le poème runique norvégien offre un moyen mnémotechnique pour mémoriser les runes, Loki est associé à la rune Berkanan (bouleau) et on lit à la strophe 13 : « Ruse à Loki valut misère ». Il s'agit peut être d'une référence à son rôle dans le meurtre de Baldr[réf. nécessaire].

### Querelle de Loki

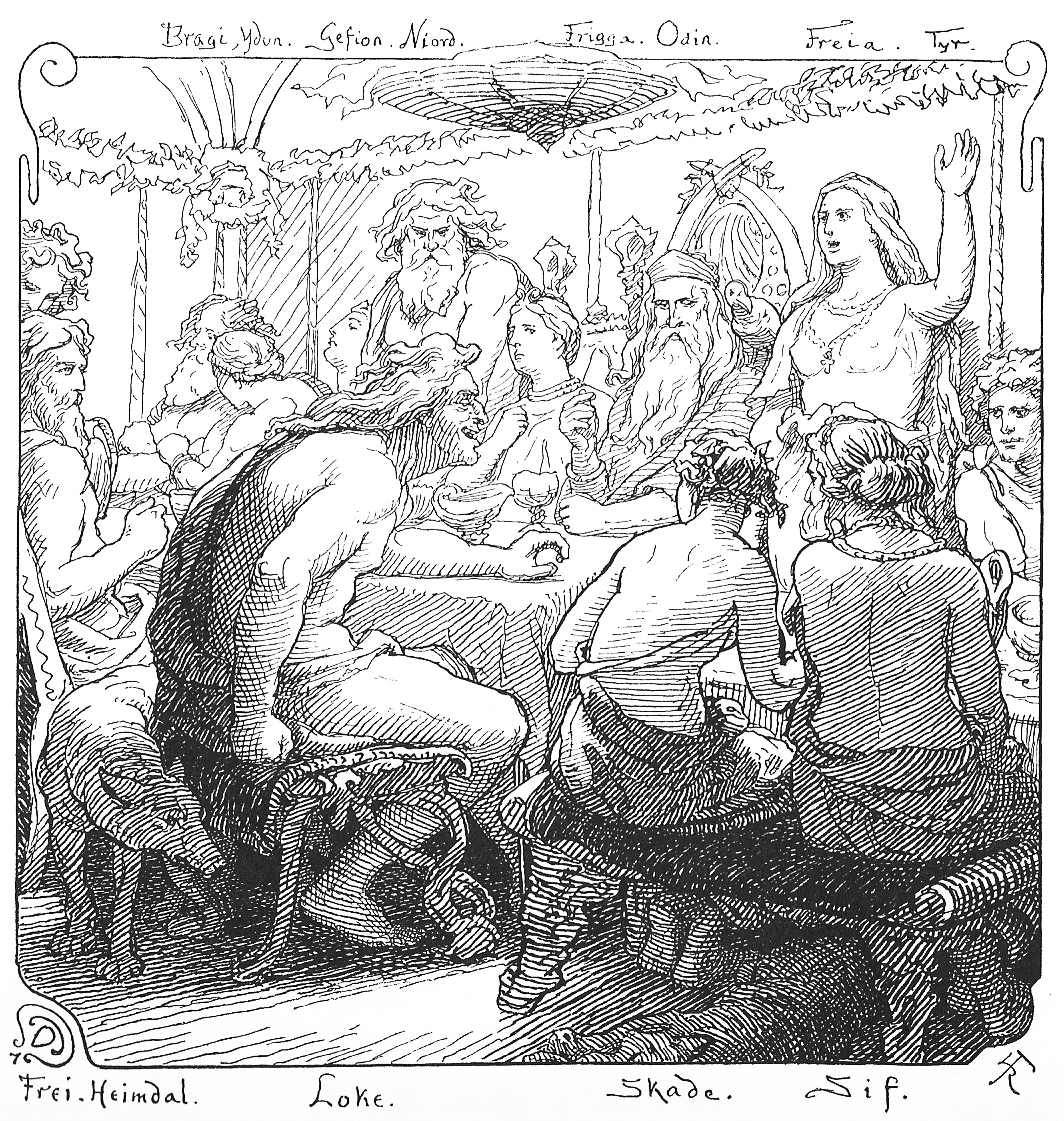
Loki se querellant avec les dieux, illustration de Lorenz Frølich (1895).

Dans le poème eddique Lokasenna, le dieu malin Loki profère des insultes à l'encontre des principaux Ases lors d'un banquet. Le prologue en prose raconte que le géant Ægir tient un banquet pour tous les Ases. Loki est énervé par la louange des domestiques du géant, Eldir et Fimafeng, ainsi il tue le second et se fait chasser du banquet par les Ases. En revenant, Loki croise Eldir et le poème commence à cet instant. Eldir lui informe que les dieux parlent de leurs prouesses et ne parlent pas de Loki en bien. Dès la strophe 3, Loki précise ses intentions pour la suite :
| Loci qvaþ: 3. «Inn scal ganga Egiss hallir i a þat svmbl at siá; ioll oc áfo fori ec asa sonom oc blend ec þeim sva meini mioþ.» | Loki dit : 3. « Faut que j'entre Dans la halle d'Aegir pour voir ce banquet ; Discorde et dissension J'apporte aux fils des Ases Et mêlerai maléfices à leur hydromel. » |  |

Entré dans la halle qui est devenue silencieuse à son arrivée, Loki exige à boire et Odin lui permet de s'assoir pour le calmer. S'ensuit un échange verbal entre Loki et les principaux dieux, où Loki les insulte et les nargue tour à tour. Beaucoup de mythes sont rappelés dans le poème, et d'autres qui ne nous sont pas parvenus. À la strophe 57, Thor, qui était absent, arrive au banquet et menace Loki, « être abject », de le tuer avec son marteau. Après un bref échange, Loki se résigne à partir car il sait que Thor le frapperait, puis il maudit Ægir. L'épilogue en prose raconte alors la capture et la punition de Loki par les Ases.

### Capture et supplice
Au chapitre 50 de la Gylfaginning, les dieux, excédés par le meurtre de Baldr, décident de rechercher Loki, qui s'était caché sur une montagne. Il s'y construit une maison dotée de quatre portes, une sur chaque façade, afin de pouvoir surveiller toutes les directions. Le jour, il se transforme parfois en saumon dans les cascades de la rivière Fránangr. Réfléchissant à la manière dont les Ases pourraient l'attraper sous sa forme de poisson, il invente le premier filet de pêche avec des fibres de lin. Il voit alors les Ases s'approcher, il jette le filet au feu avant de bondir dans la rivière. Kvasir entre en premier dans la maison et en voyant les cendres laissés par le filet il comprend son utilité pour pêcher les poissons, ainsi les Ases en fabriquent un à leur tour. Les Ases se divisent en deux groupes et remontent la rivière, finissant ainsi par capturer Loki. Thor attrape Loki par la queue et depuis tous les saumons ont un corps mince à l'arrière. Les Ases emmènent Loki dans une caverne, ainsi que ses fils Narfi (ou Nari) et Vali. Ils métamorphosent Vali en loup qui déchire son frère Narfi, et avec les boyaux de ce dernier ils attachent Loki à trois pierres. Skaði place un serpent au-dessus de lui, de manière que le venin coule sur son visage. Sigyn, la femme de Loki, recueille le venin dans une cuvette. Toutefois, lorsqu'elle vide la cuvette pleine, du venin coule sur le visage de Loki ce qui le fait se tordre de douleur et causer les tremblements de terre. Loki restera ainsi jusqu'au Ragnarök.
L'épilogue du poème eddique Lokasenna raconte en moins de détails le supplice de Loki. Une différence notable avec la Gylfaginning est que dans ce poème les deux fils de Loki sont Nari et Narfi, et Vali n'y est pas mentionné. À la strophe 49 de ce poème, Skaði annonce à Loki qu'il sera entravé par les entrailles de son fils sur un rocher. Le supplice de Loki est également mentionné par la völva (prophétesse) à la strophe 35 du poème Völuspá, où Sigyn est décrite siégeant à ses côtés :
| 35. Hapt sá hon liggja undir hvera lundi lægjarnlíki Loka áþekkjan; þar sitr Sigyn þeygi um sínum ver vel glýjuð. Vituð ér enn eða hvat ? | 35. Elle vit, enchaîné Sous Hveralundr, Un fourbe de forme Semblable à Loki ; Là, siège Sigyn, Bien que, du lot de son mari, Elle ne soit point remplie d'allégresse. En savez-vous davantage ? - ou quoi ? |  |

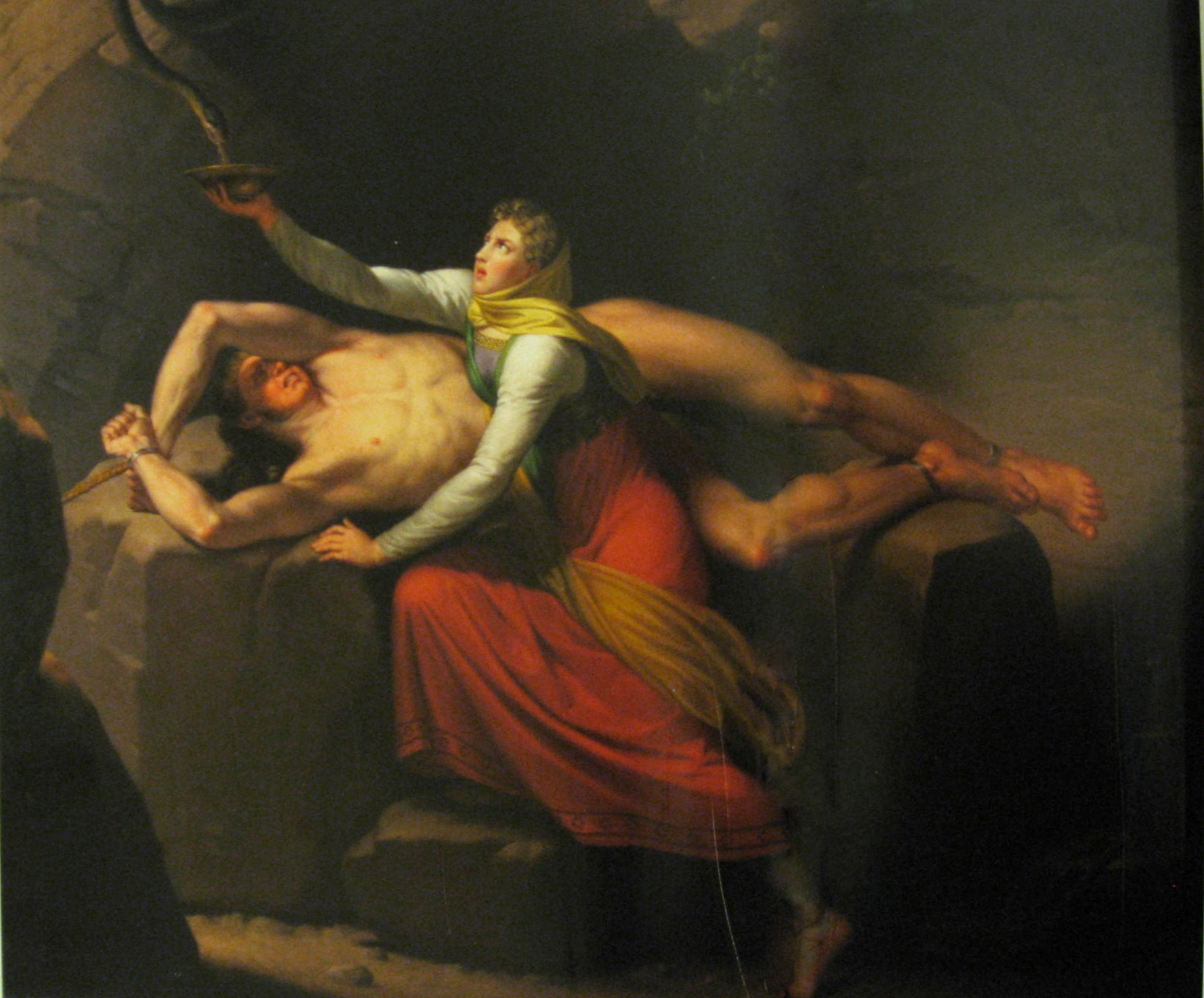
Loki et Sigyn (1810), de Christoffer Wilhelm Eckersberg.
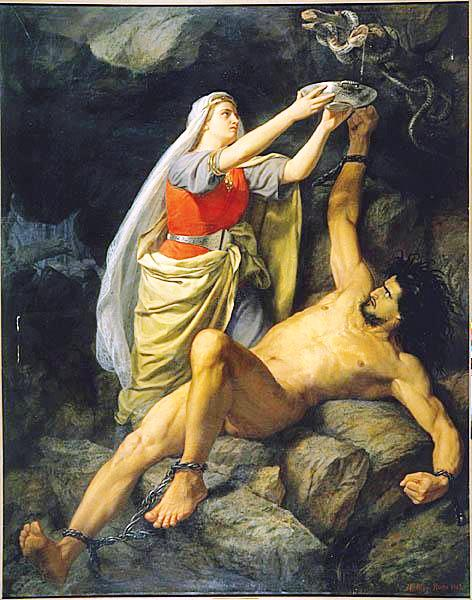
Loki et Sigyn (1863), de Mårten Eskil Winge.
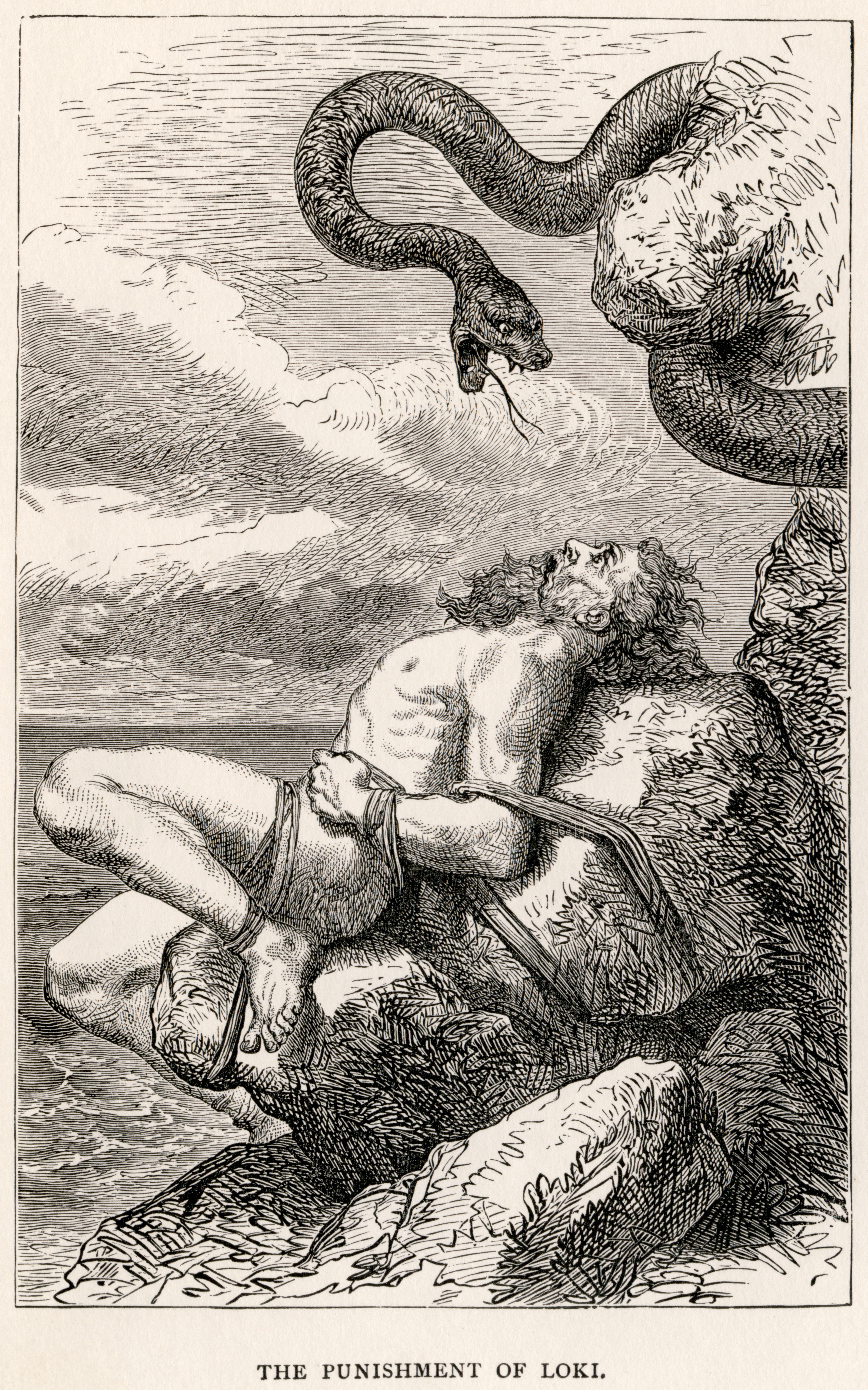
Le Châtiment de Loki (1900), de Louis Huard.
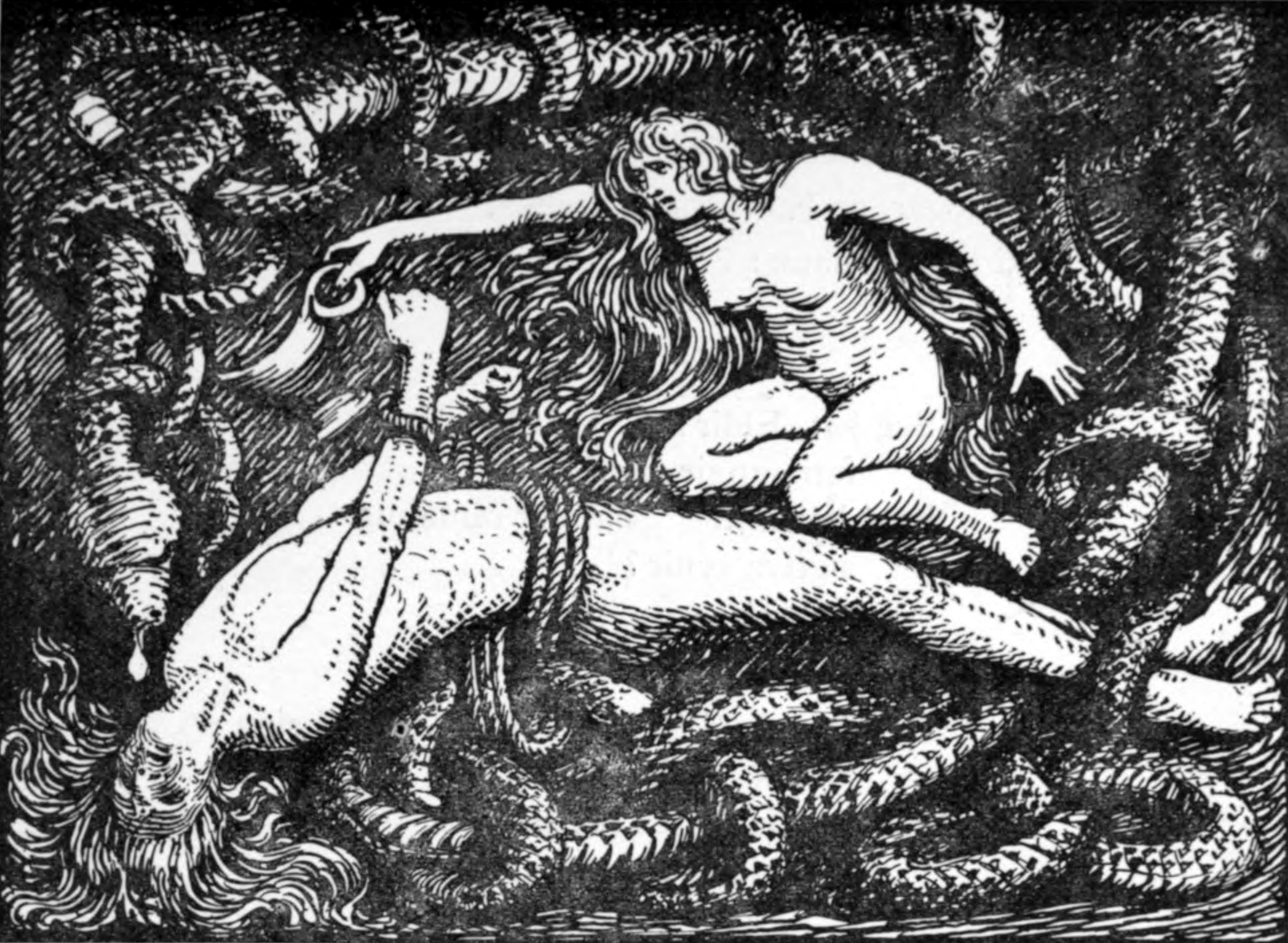
Loki entravé (motif de la croix de Gosforth) (1908) par W. G. Collingwood.

### Ragnarök
Le chapitre 51 du Gylfaginning raconte en détail les évènements de la fin du monde prophétique du Ragnarök. Le monde sera ravagé par les guerres et un hiver de trois ans, le Fimbulvetr. Toutes les chaînes se briseront, ainsi le loup Fenrir et Loki seront libérés, et le serpent Jörmungand dévastera les terres. Les géants et Loki accompagné du cortège des morts de Hel combattront les dieux sur la plaine de Vigrid. Presque tous périront. Fenrir engloutira Odin avant d'être tué par Vidar, Jörmungand et Thor s'entretueront, et Loki combattra le dieu Heimdall et ils s'entretueront également. Le géant du feu Surt enflammera le monde, avant qu'il renaisse des flammes.
Le poème eddique Völuspá raconte également les évènements du Ragnarök, et a servi de source pour Snorri Sturluson. Le poème précise à la strophe 51 que Loki arrivera de l'est sur un bateau, ce qui contraste avec la Gylfaginning qui mentionne également un bateau, Naglfar, mais c'est le géant Hrym qui le gouvernera.

## Témoignages archéologiques

### Fibule deNordendorfI
La fibule de Nordendorf I est une fibule d'argent de 13 cm découverte en 1843 vers Nordendorf, dans le Sud de l'Allemagne et datée de la première moitié du VIIe siècle. Cette pièce figure une inscription runique qui semble mentionner des noms de dieux. On lit :
logaþore
wodan
wigiþonar
Si wodan et wigiþonar sont vraisemblablement les noms alémaniques des dieux Odin et Thor, logaþore pose un problème. Certains spécialistes ont proposé Lódur et Loki, mais aucune conclusion satisfaisante n'a été trouvée,.

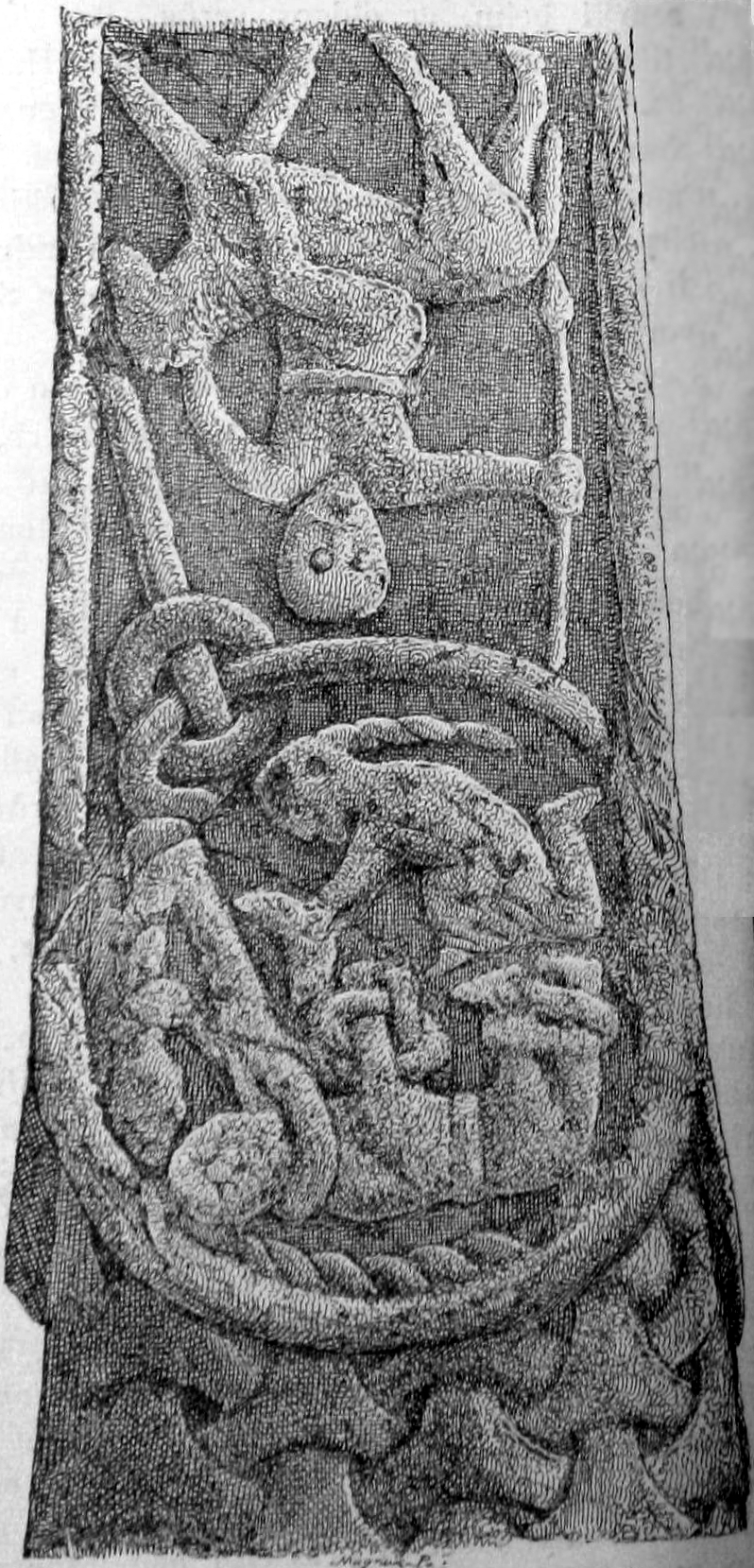
Détail de la croix de Gosforth.

### Croix de Gosforth
La croix de Gosforth, retrouvée en Cumbria (Angleterre), et datée de la première moitié du Xe siècle, présente un mélange d'iconographies chrétienne et païenne. Une image sur la face ouest représente certainement Loki enchaîné et protégé par Sigyn du venin d'un serpent,. Cette scène fait écho à une autre représentation de la sculpture, celle du Christ sur sa croix assisté par Marie-Madeleine. Il s'agit là d'un exemple de syncrétisme entre la religion nordique et le christianisme ; ici des mythes nordiques ont servi à établir des concepts chrétiens à une population christianisée et certainement versée en légendes nordiques.

### Croix de Kirkby Stephen

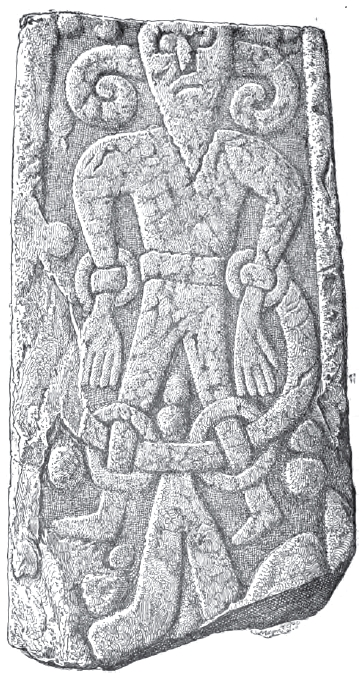
Le personnage attaché de la pierre de Kirkby Stephen.

Une croix fragmentée de la fin du Xe siècle, retrouvée à Kirkby Stephen en Cumbria, porte une figure entravée dotée de cornes et d'une barbe. Ce personnage est parfois pensé représenter Loki. La pierre, découverte en 1870, est en grès jaune pâle ; elle est aujourd'hui placée à l'entrée de l'église de Kirkby Stephen. Une pierre portant des gravures similaires, découverte à Gainford, dans le nord de l'Angleterre, est abritée à la cathédrale de Durham.

### Pierre de Snaptun

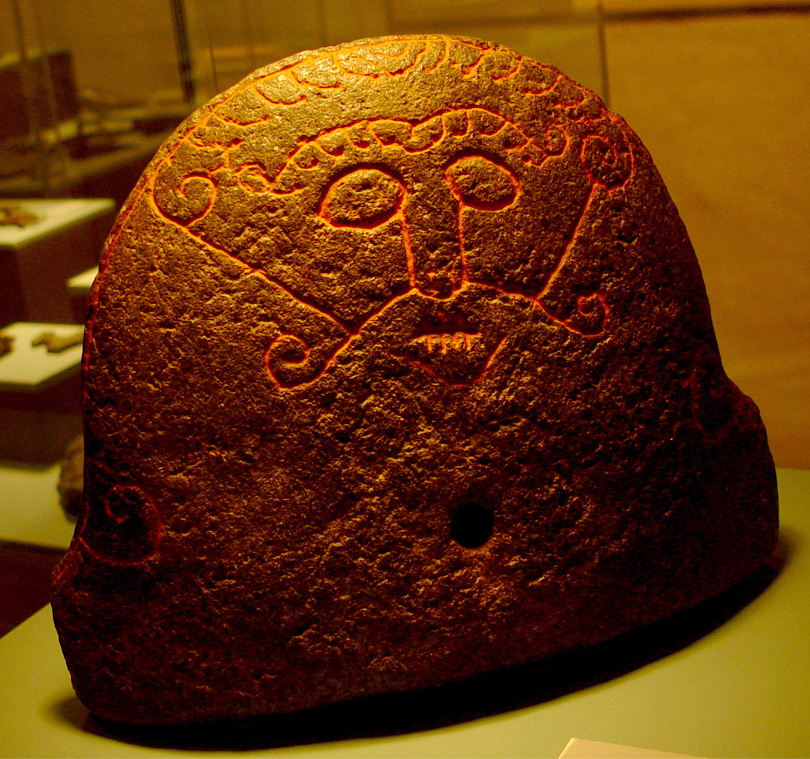
La pierre de Snaptun porte une représentation probable de Loki.

Au printemps 1950, une pierre plate semi-circulaire portant, gravé un visage moustachu, fut retrouvée sur une plage proche de Snaptun, au Danemark. Les gravures de la pierre, une stéatite de Norvège ou de Suède, ont été datées aux environs de l'an Mil. Le personnage moustachu fut identifié grâce aux cicatrices figurant sur ses lèvres, en référence à un conte du Skáldskaparmál, une section de l'Edda poétique, où les fils d'Ivaldi, des nains, cousent ensemble les lèvres de Loki.
La pierre de Snaptun est une pierre d'âtre ; le museau du soufflet se plaçait dans le trou situé à l'avant de la pierre, et l'air produit par le soufflet poussait la flamme à travers l'orifice supérieur. La pierre protégeait ainsi le soufflet de la chaleur du feu et d'une exposition directe aux flammes. D'après Hans Jørgen Madsen, la pierre de Snaptun est « la plus belle pierre d'âtre ouvragée connue ». La pierre, qui pourrait suggérer une connexion entre Loki et la forge ou les flammes, est aujourd'hui exposée au musée Moesgård, près d'Århus au Danemark.

## Théories
Loki est une divinité complexe qui se laisse difficilement ramener à un seul élément explicatif. Si les philologues du XIXe siècle sont enclins à mettre en avant des explications naturalistes aux nombreuses indications notamment folkloriques d'une divinité du feu, Jan de Vries propose une théorie de trickster (« filou, escroc »), puis Georges Dumézil, tout en rappelant les éléments naturalistes, préfère mettre en avant un type psychologique « mal né contestataire ». Pour Rudolf Simek, il s'agit de « la figure la plus complexe, mais aussi la plus négative du panthéon germanique ». Jean Haudry avance que la mythologie de Loki ne peut être comprise que par la duplicité fondamentale du feu, puis de l'image héritée de la « parole de feu » car la parole elle-même est ambiguë, ce qui explique son rôle de satiriste, puis finalement de messager, d'être en marge qui peut tromper et persifler.

### Particularités et place dans le panthéon
Parmi les dieux, Loki présente trois particularités : il est absent des sagas familiales, ne figure pas dans l'onomastique et ne fait l'objet d'aucun culte. En raison de l'aboutissement de son évolution, un culte de Loki eut été inconcevable car on ne rend pas un culte aux ennemis des dieux. Il ne figure pas non plus dans la toponymie où son nom a dû être remplacé par celui du diable, comme dans les contes et légendes populaires. Il n'est pas présent dans l'anthroponymie ni dans les sagas familiales car personne ne voulait d'un tel ancêtre. Pour ces raisons, on lui a prêté des méfaits dont il n'était pas responsable initialement.

### Éléments naturalistes
Des spécialistes ont longtemps cherché une fonction pour Loki, et Jacob Grimm en a fait un dieu du feu, ce qui a été repris par plusieurs spécialistes, le feu étant comme Loki ; ambivalent, bénéfique ou destructeur. Cette association est également issue de la proximité linguistique avec le mot logi (« feu »). Mais les mythes n'associent pas particulièrement Loki à un élément. Georges Dumézil note tout de même que le feu est parfois associé à Loki dans les proverbes et expressions qui ont survécu à l'époque moderne. Le vent est également parfois associé à Loki, et un de ses autres noms, Lopt, signifie « air » en vieux norrois.
Sophus Bugge estime en 1888 que Loki est dérivé de Lucifer (« Luki-fer ») de la mythologie chrétienne, une théorie qui n'est plus acceptée aujourd'hui[Quand ?]. En revanche, il n'est pas exclu que Loki ait été assimilé au diable par les populations nordiques christianisées. Le diable est, selon son nom grec, « celui qui divise », et la proximité de Loki avec le feu ne pouvait que favoriser ce rapprochement.
Rudolf Simek estime que Loki n'a rien à voir avec le feu, ni avec aucun autre élément.

### Le mal né contestataire
Dans sa monographie de Loki (1933), Jan de Vries propose une nouvelle théorie qui présente le dieu nordique comme un trickster (1933), un fripon fourbe et parfois dangereux. Georges Dumézil, dans son ouvrage Loki (1948, 1986), développe largement cette interprétation psychologique et sociale, présentant Loki comme un de ces « êtres "en marge", de naissance inférieure, traités en inférieurs, incomplètement adoptés par la société et se détachant eux-mêmes de la société ». Il avance également que cette figure est une figure héritée de la période commune proto-indo-européenne et trouve des équivalents en termes de personnalité dans le farceur semi-divin Syrdon de la mythologie ossète (et caucasienne en général) et le personnage irlandais Bricriu. En effet, comme Loki, Syrdon est indirectement responsable de la mort d'un personnage héroïque quasi-immortel en poussant un autre à l'acte, et s'est même métamorphosé en femme pour obtenir des informations sur le point faible de sa victime. Bricriu est, lui, un semeur de zizanie. Il établit ainsi un personnage divin de satiriste qui utilise une partie de ses dons « à ruser, à tromper, à intriguer, et aussi […] à persifler, à nuire, à haïr ».
L'explication générale de Loki par la figure du trickster a été abandonnée par de Vries en 1956. Anders Hultgård (en) montre qu'elle est infirmée par le rôle de Loki dans le meurtre de Baldr et les événements qui suivent : « Son action néfaste en relation avec Balder et son rôle eschatologique ne concordent pas avec la fonction culturelle et salvatrice du trickster ce qui conduit de Vries (1933) à attribuer cet aspect de Loki à un développement tardif dû à une influence chrétienne »

### Le feu de laparole-qualifiante
Pour Jean Haudry, « le feu est au centre de sa mythologie et à l'origine de son personnage ». Dans son étude de Loki (1988), il affirme qu'il faut reconsidérer la présence du feu, « presque omniprésent dans sa mythologie » et amène une nouvelle comparaison avec le dieu du feu indien Agni, dont l'une des désignations est la « qualification des seigneurs ». Cette qualification est, dès le départ, ambiguë, aussi bien louange que calomnie. La parole, pareille au feu, est caractérisée par sa duplicité fondamentale. Le feu passant constamment du monde des ténèbres à la lumière, la parole peut être bienfaisante ou dangereuse. Loki, comme Agni, assume également un rôle de messager, d'éclaireur et de compagnon. Haudry reconstruit ainsi une notion héritée de « parole de feu » qui permet une réinterprétation de la mythologie du dieu nordique, tant dans ses aspects naturalistes, que dans le type de mal né contestataire, persifleur, dont l'apparition, dans les sociétés traditionnelles est particulièrement redoutée: la médisance et la satire pouvant avoir des effets destructeurs.
C'est en tant que personnage subversif, qui pousse les dieux au parjure, que Loki joue un rôle décisif dans le Ragnarök, car l'énonciation de la vérité, l'ordre moral, l'ordre social et l'ordre du monde sont homologues. Il correspond alors au démon indien Kali (à ne pas confondre avec la déesse Kâlî), celui qui provoque le dernier âge du monde, le Kali Yuga.

### Une divinité complexe
Les auteurs de synthèses comme Régis Boyer ou Rudolf Simek préfèrent mettre en avant la complexité de la divinité. Boyer souligne son aspect « intelligent, mais amoral, aimant à faire le mal pour s'amuser », un « tissu de traits contradictoires ».
Le mythe de la punition de Loki a également été comparé à ceux du Titan grec Prométhée (un voleur du feu), du géant Typhon et du géant du Caucase Amiran.

## Folklore et survivances modernes
Axel Olrik a publié deux articles dans la revue Danske Studier (da), l'un en 1908 et l'autre en 1909, regroupés sous le même titre de Loki i nyere Folkeoverlevering (« Survivances de Loki dans le folklore moderne »), où il note de nombreux proverbes, expressions et gestes rituels qui se référent à Loki, ainsi que des contes et récits populaires qui le mettent en scène, dans plusieurs pays et régions d'Europe du Nord ; les pays scandinaves, l'Islande, les Îles Féroé, l'Angleterre et les Shetland. Une ballade des Îles Féroé recueillie au XIXe siècle implique également Odin et Hœnir, et son caractère païen était tel qu'il était interdit de la raconter au moment de sa rédaction. La plupart des récits modernes mettent en scène un Loki malin voire cruel, parfois étourdi. Au XVIIIe siècle en Telemarken (sud de la Norvège), Lokje était un mauvais esprit parfois associé au diable.
Des expressions incluent au Danemark « porter des lettres de Lokke » (mentir), en Norvège « Lokje bat ses enfants » (lorsqu'un feu pétille fort). Un proverbe islandais est « Loki et Thor marchent longtemps, les orages n'en finissent pas » (Leingi geingr Loki ok Þór, léttir ei hríðum). Certains termes modernes tirent leur étymologie de Loki. En Islande, Lokabrenna « feu de Loki » désigne la canicule, et Lokasjóðr (« bourse de Loki ») les plantes qu'on appelle ailleurs « monnaie de Judas ».
En 1898, le clergyman Robt M. Kennley raconte que pendant son enfance en Lincolnshire (Angleterre), il apporta de la quinine à un enfant malade et observa sa grand-mère frapper un à un avec son marteau trois fers de cheval cloués au pied du lit de l'enfant et récitant :
| Feyther, Son and Holy Ghoast naale the divil to this poast; with this mall Oi throice dew knowk one for God an' one for Wod an' one for Lok ! | Père, Fils et Saint-Esprit, clouez le diable à ce poteau ! Avec ce marteau je frappe trois fois : une pour Dieu, une pour Wod [Odin], une pour Lok ! |  |

## Dans certaines œuvres modernes

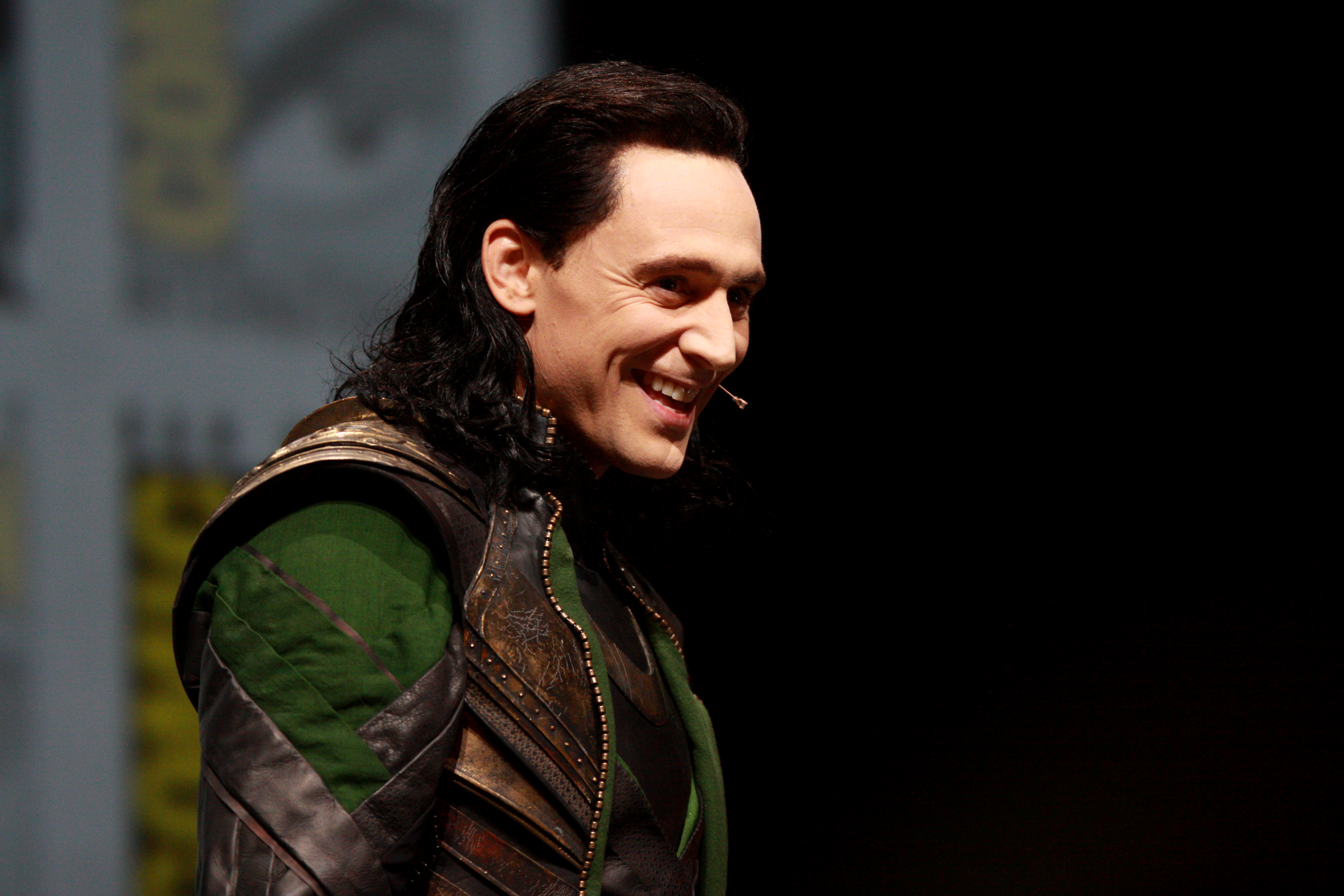
L'acteur anglais Tom Hiddleston dans le costume de Loki qu'il incarne dans la trilogie Thor, produite par les studios Disney.

C'est un personnage, sous la graphie « Loge », de L'Anneau du Nibelung de Richard Wagner : il est physiquement présent dans L'Or du Rhin, et Wotan l'invoque à la fin de La Walkyrie.
Dans le film The Mask (1994), le masque au pouvoir divin qu'utilise Stanley Ipkiss (Jim Carrey) aurait été créé par Loki. Ceci sera confirmé dans le second volet du film, Le Fils du Mask (2005), où Loki en personne (Alan Cumming) vient sur Terre pour récupérer son masque qui ne doit pas être utilisé par les mortels.
Dans la série Supernatural, Loki est un personnage joué par Richard Speight Jr. On apprendra plus tard que c'est l'archange Gabriel qui utilise cette identité. Dans la saison 13, Loki est présent à l'écran.
Loki est un personnage Marvel Comics (première apparition en 1949 dans Venus, no 6). Le personnage Loki de Marvel Comics est interprété par Tom Hiddleston dans les films de l'univers cinématographique Marvel : Thor (2011), Avengers (2012), Thor : Le Monde des ténèbres (2013), Thor : Ragnarok (2017), Avengers: Infinity War (2018), Avengers: Endgame (2019), et Ant-Man et la Guêpe : Quantumania (2023) . Il tient le rôle principal dans la série éponyme Loki sortie en juin 2021 et double également le personnage dans la série What If…? (2021).

#### Traductions annotées de sources primaires
- Régis Boyer, La Saga de Sigurdr ou la parole donnée, Paris, Les Éditions du Cerf, 1989, 292 p. (ISBN 2-204-03170-4).
- Régis Boyer, L'Edda Poétique, Fayard, 1992, 685 p. (ISBN 2-213-02725-0).
- Snorri Sturluson, L'Edda : traduit, introduit et annoté par François-Xavier Dillmann, Gallimard, 1991, 319 p. (ISBN 2-07-072114-0).

#### Études spécialisées
- Georges Dumézil, Loki, Paris, Flammarion, coll. « Nouvelle bibliothèque scientifique », 1986 (1re éd. 1948), 259 p. (ISBN 2-08-081342-0, présentation en ligne).
- Jean Haudry, « Loki, Naramsama, Nairyo.Sanha, le feu de la « parole-qualifiante » », Études Indo-européennes,‎ 1988, p. 99-130.
- (de) Anders Hultgård (en), Article Loki, Reallexikon der Germanischen Altertumskunde, 18, 2001, p. 583-595.
- Bernard Mezzadri, « Les brocards de Loki et la toile d'Arachné », Mètis. Anthropologie des mondes grecs anciens, vol. 13, no 13,‎ 1998, p. 439-450 (lire en ligne).
- (da) Axel Olrik, « Loki i nyere Folkeoverlevering 1-2 », Danske Studier (da),‎ 1908-1909.
- (en) Jan de Vries, The problem of Loki, Folklore Fellows’ Communications (de) 110, 1933.

#### Études généralistes
- (en) Richard Bailey, « Scandinavian Myth on Viking-age Sculpture in England », Old Norse Myths, Litterature and Society,‎ 2000, p. 15-23 (lire en ligne).
- Régis Boyer, Yggdrasill : La religion des anciens Scandinaves, Paris, Payot, 1992, 249 p. (ISBN 2-228-88469-3).
- Georges Dumézil, Mythes et dieux de la Scandinavie ancienne, Gallimard, 2000, 376 p. (ISBN 978-2-07-075586-8).
- Patrick Guelpa, Dieux & mythes nordiques, Villeneuve-d'Ascq, Septentrion, 2009, 265 p. (ISBN 978-2-7574-0120-0, lire en ligne).
- (en) Andy Orchard (en), Dictionary of Norse Myth and Legend, Cassell, 1997, 223 p. (ISBN 0-304-34520-2).
- (en) Rudolf Simek, Dictionary of Northern Mythology : Translated by Angela Hall, Cambridge, 2007, 424 p. (ISBN 978-0-85991-513-7).